# Saint-Racho
Pour les articles homonymes, voir Racho.
Saint-Racho est une commune française située dans le département de Saône-et-Loire, en région Bourgogne-Franche-Comté.

## Géographie
La commune de Saint-Racho est située dans le département de Saône-et-Loire, l'arrondissement de Charolles et depuis 2015 dans le nouveau canton  de Chauffailles considérablement agrandi. Elle relevait jusqu'alors du canton de La Clayette aujourd'hui supprimé. Elle a pour voisines  six autres communes. Son périmètre long de 15 km enserre un territoire en forme de quadrilatère irrégulier. Les limites de la commune  sont à peu près totalement artificielles ; au sud pourtant elles s'appuient sur une ligne de hauteurs médiocrement élevées mais assez continues sur 3,5 km et d'autre part le sommet de la Montagne de Dun en est le jalon principal au sud-ouest. La superficie de la commune, 10,57 km2, est inférieure à la moyenne des communes du Nord-Est roannais, 13 km2. La plus grande distance interne, du nord au sud est de 3,85 km  mais d'est en ouest on compte tout de même 3,45 km.
C'est à l'ouest avec Varennes-sous-Dun que la commune est le plus étroitement soudée, sur 4,15 km ; elle confine avec Anglure-sous-Dun au sud sur 2,7 km, au nord avec Châtenay sur 2,6 km, à l'est avec Saint-Igny-de-Vers sur 2,5 km. Avec trois autres communes le contact est moins long : au sud-ouest avec Mussy-sous-Dun 1,8 km, au nord-est avec Aigueperse sur 0,9 km et au sud-est avec Saint-Clément-de-Vers sur 350 mètres. Or, trois de ces communes circonvoisines appartiennent au département du Rhône : Aigueperse, Saint-Igny-de-Vers et Saint-Clément-de-Vers. Il s'ensuit qu'en quittant Saint-Racho par exemple par la route départementale 987 pour entrer à Saint-Igny-de-Vers on traverse le fameux « millefeuille » administratif français en changeant de commune, de canton, d'arrondissement, de département et aussi de région puisqu'on passe de Bourgogne-Franche-Comté en Rhône-Alpes-Auvergne.
L'ensemble du territoire municipal de Saint-Racho appartient au massif beaujolais ; en témoignent les altitudes, nettement plus élevées qu'à l'ouest de La Clayette. L'altitude moyenne du territoire municipal s'établit à 513 mètres. Schématiquement les altitudes décroissent du sud au nord et c'est l'étroit compartiment situé au nord du Sornin qui est en moyenne le moins élevé (428 m). Si l'on met à part cet élément de  relief exceptionnel que constitue la Montagne de Dun le compartiment  englobant toute la partie du territoire qui s'étend au sud de la rivière l'altitude est déjà en moyenne de 525 m, niveau auquel s'établit d'ailleurs l'altitude  moyenne de l'ensemble de la commune. Au sud-ouest la Montagne de Dun quant à elle qui culmine à 736 m représente un promontoire avancé vers l'ouest de la montagne beaujolaise et qui domine nettement la campagne environnante dans les communes qui lui doivent leur nom Varennes, La Chapelle, Chassigny, Mussy et Anglure. Son élévation la distingue sans conteste des collines qui accidentent modérément le reste de  la commune (ce n'est qu'exceptionnellement qu'au sud-est on dépasse encore les 600 m dans le Bois du Fouilloux).
On peut considérer que le territoire de la commune juxtapose ainsi trois secteurs : l'un d'eux sur la rive nord du Sornin occupe la modeste superficie de 1,3 km2. Au sud-est la Montagne de Dun dont on peut faire coïncider la base avec la courbe hypsométrique des 600 m couvre 1 km2. Le reste du territoire, le palier moyen, constitue donc l'essentiel de la surface de la commune soit plus de 8 km2. La pente moyenne comptée entre les 736 m. sommet de la Montagne de Dun et l'aval du Sornin point le plus bas dans la commune à 380 m est de 11 %. Localement elle est beaucoup plus forte : 34 % par exemple dans le Bois du Sordet par exemple.
L'appartenance de cette aire municipale à la montagne beaujolaise se lit dans sa géologie : sa surface est entièrement comprise dans le massif cristallin et le socle y affleure partout sous la forme du granite qui présente toujours ici un faciès cataclasé. Fait exception une bande de tufs à cristaux de quartz qui prend en écharpe le sud-est de la commune. Le fond des vallons aménagés par les ruisseaux tributaires du Sornin sont remblayés de colluvions (sables et limons) ; le couloir où coule la rivière a été tapissé d'alluvions récentes. Quelques courtes failles strient le socle dans la partie méridionale de la commun.
À Saint-Racho, le système hydrographique se résout à peu près entièrement dans le cours du Sornin. C'est d'ailleurs sur le territoire-même de la commune que se constitue véritablement la rivière. En effet au lieudit le Sordet confluent les deux ruisseaux qui s'apprêtent à la former : le Sornin d'Aigueperse et le Sornin de Propières. Le premier venant de l'est et long de 2 km seulement ne représente qu'un modeste appoint au second venant du sud-est, né à 960 m d'altitude sur les flancs du Mont Monnet et fort de ses 13,5 km. La rivière traverse ensuite le nord de la commune de Saint-Racho sur 3 km passant de 405 m d'altitude à 380 m avec une pente moyenne inférieure à 1 %. Le Sornin est une rivière alimentée par des précipitations abondantes, comme tous les cours d'eau issus de la partie occidentale des monts du Beaujolais. Il présente des fluctuations saisonnières de débit très marquées, comme bien souvent dans l'Est de la France, avec des hautes eaux d'hiver et de printemps (maximum en février), et des basses eaux d'été, de juillet à septembre, avec une baisse très marquée du débit moyen mensuel. Son seul tributaire notable dans la commune est un ruisseau sans nom  coulant à l'est du bourg sur 3 km du sud au nord.
Avec près de 40 % de sa surface couverte de forêt Saint-Racho s'inscrit bien dans le cadre du haut-Beaujolais  dont le taux de boisement des communes est important. Il faut aller plus haut en altitude pour trouver des taux plus élevés (Propières 60 %, Ranchal 67 %). Les conifères représentent l'essentiel de cette couverture forestière soit 86 % laissant ainsi peu de place aux feuillus. Si la Montagne de Dun rassemble une part notable de ces espaces forestiers elle n'en a pas l’exclusivité : à l'est de la commune l'ensemble formé le Bois du Fouilloux, le Bois des Roches et le Bois du Sordet constitue même un massif plus étendu.
Sans être pour autant enclavée la commune de Saint-Racho est peu desservie par les voies routières. Seule la vallée du Sornin se prête facilement aux communications et c'est ce sillon qu'emprunte sur un peu moins de 3 km entre les lieuxdits Chevannes et le Sordet la départementale 987 reliant le Roannais au Mâconnais. En dehors de cette voie passablement fréquentée la commune n'est traversée sur 2,3 km que par la petite départementale 283 qui relie Saint-Racho à sa voisine Varennes-sous-Dun et d'ailleurs prend fin au bourg même de Saint-Racho. Au lieudit le Sordet se greffe sur la D 987 une route menant à Saint-Igny-de-Vers mais qui au bout de 350 mètres quitte la commune pour devenir dans le département du Rhône la D 43. Au total ce sont donc 5,5 km de voies départementales qui intéressent Saint-Racho dont le réseau est ainsi d'une faible densité : 520 m/km2. À titre de comparaison et pour prendre l'exemple le cas de deux autres communes du haut-Beaujolais, Ranchal et Propières, le rapport kilométrage route départementale/superficie est de 877 m pour la première et de 1 000 m pour la seconde. En revanche existe comme ailleurs dans les secteurs ruraux de nos jours tout un réseau de chemins communaux asphaltés mettant en relation le bourg avec les hameaux de la commune. Dans le cas particuliers de Saint-Racho certains de ces chemins revêtent une importance non négligeable puisqu'ils relient directement la commune aux localités qui sont ses voisines méridionales Mussy-sous-Dun, Anglure-sous-Dun et Saint-Clément-de-Vers épargnant ainsi un long détour par les départementales.
Privilégiée par rapport à bien des communes du Nord-Est roannais, Saint-Racho a un accès aisé au chemin de fer puisque la gare de La Clayette-Baudemont se trouve à 8 km. Plusieurs trains circulant dans les deux sens s'arrêtent chaque jour dans cette gare.
Pour rejoindre la ligne ferroviaire de Lyon à Paris par Saint-Germain-des-Fossés, on doit de Saint-Racho se rendre à la gare de Roanne distante de 43 km. La ligne TGV est accessible à la gare de Mâcon-Loché à 52 km. L'aéroport le plus proche, celui de Lyon-Saint-Exupéry, se trouve à 122 km de la commune.	
Saint-Racho subit naturellement l'attraction de La Clayette petite cité économiquement active et très proche (7 km) et de son chef-lieu de canton Chauffailles à peine plus distant (10 km, par les chemins). Dans un cadre spatial plus étendu, Roanne distant de 41 km et où conduit facilement la pente au sein du bassin du Sornin exerce une influence qui se fait sentir dans les domaines commercial, culturel, sanitaire ; Mâcon plus éloignée que Roanne (51 km) mais chef-lieu du département auquel appartient Saint-Racho vient empiéter sur la zone d'attraction de la sous-préfecture ligérienne. La petite ville de Paray-le-Monial bénéficie de sa relative proximité (33 km) et l'attraction de ses commerces et de son hôpital n'est pas négligeable.
Enfin, le rôle de la métropole régionale rhônalpine, Lyon, qui ne se trouve qu'à 89 km de la commune est considérable dans les habitudes sociales des Saint-Rachois éclipsant celui de Dijon trop éloigné — 161 km — de ce coin périphérique de l'espace bourguignon.
La différence de nature géologique entre l'ouest sédimentaire et l'est cristallin du Brionnais ne retentit pas sur l'aménagement de l'espace rural puisque le paysage de bocage leur est commun. À Saint-Racho en effet, entre les zones forestières, l'aspect du terroir en présente les caractéristiques : parcelles de forme et de dimension irrégulière, encloses de haies, prédominance de l'herbe sur les labours, réseau serré de chemins ruraux. Dans ce type de paysage la répartition de la population multiplie les écarts - une trentaine dans la commune - et les fermes isolées. Le bourg ne rassemble généralement qu'une assez faible fraction des habitants de la commune ; à Saint-Racho, une dizaine de personnes seulement s'y trouvent rassemblées.		
Les lieuxdits de la commune ont pour nom Chevannes, Bois de Fray, les Cas, le Grand Poiseuil, le Petit Poiseuil, le Replat sur la rive droite du Sornin. Ailleurs dans la commune sont répartis : la Velle, Tête Noire, Montrossin, les Bières, Tirebise, les Terres, le Sordet, le Cornet, les Gauthiers, la Chaux, le Fouilloux, Corneloups, les Bessières, le Vernay, les Mathys, les Combes, Bousu, le Tronchet, les Hauts de Villecourt, Villecourt, la Chênaie, le Pâquis Bouleau, la Croix du Plâtre. Un certain nombre de ces lieuxdits plus étoffés atteignent la taille du hameau tels le Grand Poiseuil, les Bières ou Corneloups.	
D'autre part certaines dénominations s'appliquent à des lieux non habités garennes herbeuses ou boisées telles Terre des Brosses, Brosses Falaises, la Maladière, les Chevettes, les Roches Gauthier, les Busènes, la Saigne des Bois, Combe à la Chèvre, les Crabotins, le Vernay, les Moussières, la Gravière, Mont Rochet.
L'histoire démographique de la commune présente un décalage par rapport à l'évolution de la population dans la plupart des localités rurales de la région depuis deux siècles. Cette évolution s'est déroulée ailleurs le plus souvent en trois phases. La première couvrant la période 1800-1850 ou 1800-1875 marquée par une forte croissance de la population, la seconde généralement longue d'un siècle caractérisée par une érosion démographique importante parfois spectaculaire, la troisième qui a vu une notable reprise de la croissance depuis les plus récentes décennies.
Si les causes qui ont déterminé l'existence de plusieurs phases dans l'histoire démographique de la commune sont pour une bonne part identiques à celles qui se sont manifestées dans les campagnes de la région en général du moins n'y a t-il pas concordance dans le cas de Saint-Racho avec le déroulement de cette histoire telle que décrite ci-dessus en ce qui concerne tant le nombre de phases que les dates initiales et finales et la durée de chacune d'elles.
La première phase a été marquée comme ailleurs au début du XIXe siècle par une croissance de la population due au maintien d'une forte natalité au sein d'une société paysanne qui s'est pourtant révélée relativement modeste dans le cas de Saint-Racho et qui s'est terminée rapidement. En 1836 le nombre d'habitants est passé par un pic avec 1 000 personnes vivant dans la commune (dans la plupart de communes de la région cette première phase couvre toute la première moitié voire les trois quarts du XIXe siècle). Pendant cette courte période de moins d'un demi-siècle (1793-1836) la population avait  augmenté de 28 % seulement.
Une phase moins caractérisée est représentée par une séquence de stagnation couvrant  un quart de siècle (1841-1866) au cours de laquelle la natalité restant élevée le nombre d'habitants n'avait varié que de moins de 3 %.
Une troisième phase en l'occurrence « classique » de cette histoire démographique a été caractérisée par un fort déclin de la population de la commune. L'exode rural intervient pour une bonne part dans ce déclin s'agissant du moins du XIXe siècle ; c'est l'époque où la main-d'œuvre rurale en sureffectifs quitte les villages pour trouver à s'employer dans l'industrie des petites et grandes villes. Au XXe siècle s'y ajoutent l'effet des pertes humaines de la Grande Guerre et du fort ralentissement de la natalité. Or à Saint-Racho l'originalité réside dans le fait que cette période a duré jusqu'à nos jours et que fait donc défaut à l'histoire de la commune la phase de renouveau démographique qu'on observe dans le cas  de maintes communes de la région à partir de la fin du XXe siècle ou du début du XXIe. Saint-Racho ne compte plus que 171 habitants au moment du plus récent recensement en 2017. On peut parler ainsi d'une véritable hémorragie humaine puisqu'à l'instar d'autres communes de la montagne beaujolaise Saint-Racho a perdu plus des trois quarts de sa population en un siècle et demi.
La régression de la part prise par l'agriculture par rapport à l'ensemble des activités économiques, phénomène commun aux campagnes de la région, est  loin d'avoir connu à Saint-Racho l'ampleur avec laquelle elle s'est produite dans certaines communes rurales des environs. La vocation agricole de la commune se manifeste par le maintien sur son territoire d'un nombre appréciable d'exploitations. Leur nombre s'y est certes considérablement réduit au cours des dernières décennies ; il y en avait 27 en 1988, 18 en 2000, 15 en 2010, il en reste 8 actuellement. On compte ainsi dans la commune une exploitation pour 21 habitants soit une proportion plus forte que dans les communes environnantes (1 pour 25 à Saint-Laurent-en-Brionnais, 1 pour 45 à Vareilles 1 pour 49 à Chassigny-sous-Dun, 1 pour 88 à La Chapelle-sous-Dun). La surface agricole utile totale - 659 ha - était en 2010 date du dernier recensement agricole en date) inférieure à ce qu'elle était précédemment.
La pédologie et le climat expliquent la part écrasante des herbages - 658 ha - soit la quasi-totalité de la SAU. Toutes les exploitations de la commune pratiquant l'élevage bovin relèvent de la filière viande, avec des cheptels de race charolaise, activité conforme à la spécialité dominante dans la région. Le nombre de têtes de bétail a diminué au cours des dernières décennies passant de 1215 en 1900 à 811 en 2010.		
Les exploitations sont bien réparties sur le territoire municipal depuis les lieuxdits le Replat au nord du Sornin, et à proximité de la rivière Chevannes et Tête Noire les Bières entre la rivière et le bourg jusqu'aux lieuxdits Villecourt, les Hauts de Villecourt et Bousu au sud. Au lieudit le Pâquis Bouleau existe une exploitation associant les élevages porcin et caprin.
Les activités économiques de la commune ne se limitent pas à l'agriculture. Une scierie fabriquant aussi des emballages est implantée au lieudit Chavannes et une minoterie-meunerie au Sordet. L'artisanat du bâtiment réunit l'activité d'un charpentier au lieudit les Cas et celle d'un plâtrier-peintre au lieudit les Corneloups. Un paysagiste est établi au lieudit la Chaux. Au lieudit les Gauthiers sont élaborées des confitures. Un restaurant-auberge accueille ses clients dans le bourg.

## Localisation

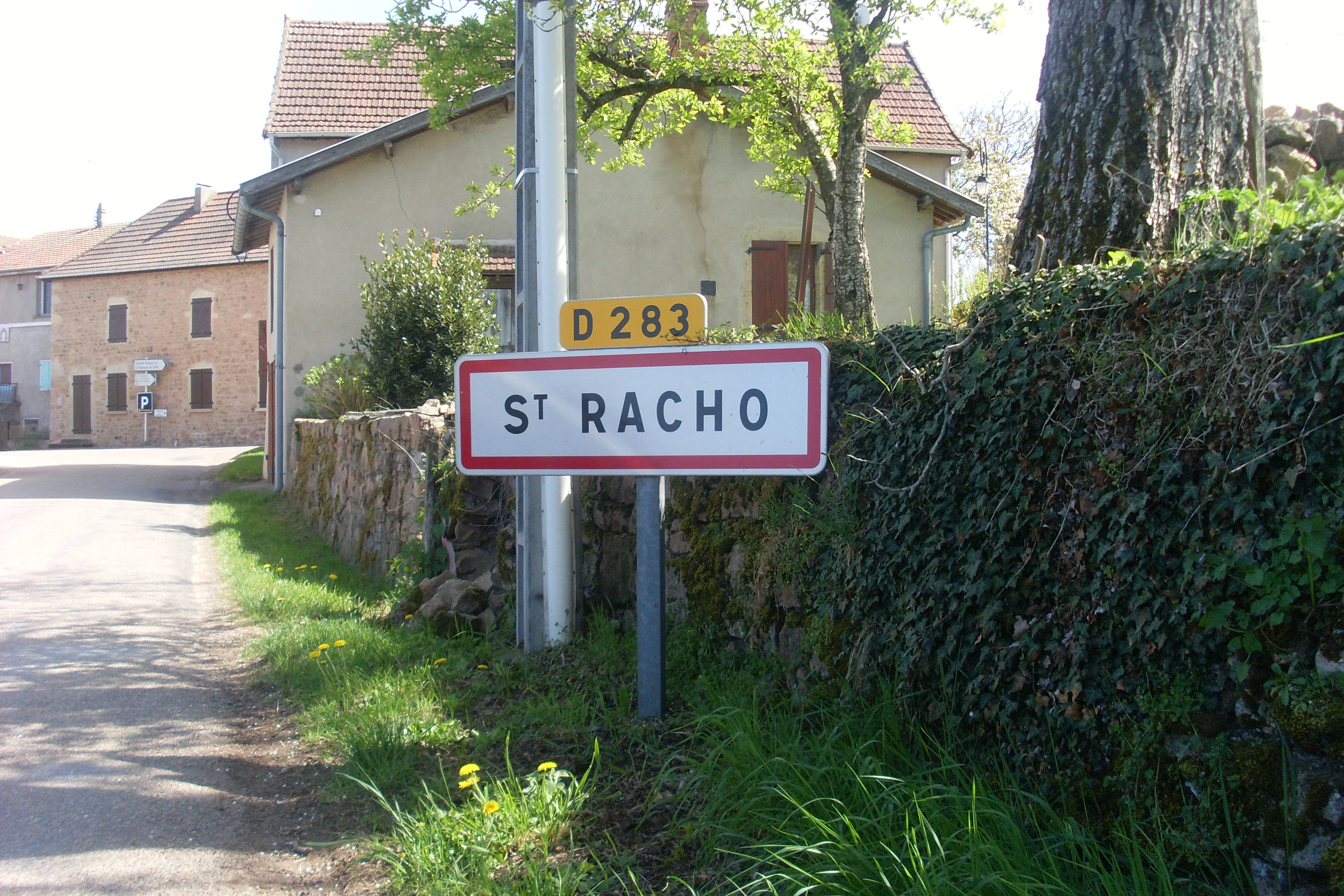
Entrée du village.

Saint-Racho fait partie du Brionnais. La plus proche grande ville est Lyon, à environ 66 km au sud-est à vol d'oiseau.

## Géologie et relief
Le mont Dun, ancien siège de la citadelle de Dun, culmine à 708 m d'altitude.

## Hydrographie
À Saint-Racho, le système hydrographique se résout à peu près entièrement dans le cours du Sornin. C'est d'ailleurs sur le territoire-même de la commune que se constitue véritablement la rivière. En effet au lieudit le Sordet confluent les deux ruisseaux qui s'apprêtent à la former : le Sornin d'Aigueperse et le Sornin de Propières. Le premier venant de l'est et long de 2 km seulement ne représente qu'un modeste appoint au second venant du sud-est, né à 960 m d'altitude sur les flancs du Mont Monnet et fort de ses 13,5 km. La rivière traverse ensuite le nord de la commune de St-Racho sur 3 km passant de 405 m d'altitude à 380 m avec une pente moyenne inférieure à 1 %. Le Sornin est une rivière alimentée par des précipitations abondantes, comme tous les cours d'eau issus de la partie occidentale des monts du Beaujolais. Il présente des fluctuations saisonnières de débit très marquées, comme bien souvent dans l'est de la France, avec des hautes eaux d'hiver et de printemps (maximum en février), et des basses eaux d'été, de juillet à septembre, avec une baisse très marquée du débit moyen mensuel. Son seul tributaire notable dans la commune est un ruisseau sans nom coulant à l'est du bourg sur 3 km du sud au nord.

### Climat
Pour des articles plus généraux, voir Climat de la Bourgogne-Franche-Comté et Climat de Saône-et-Loire.
En 2010, le climat de la commune est de type climat océanique dégradé des plaines du Centre et du Nord, selon une étude du Centre national de la recherche scientifique s'appuyant sur une série de données couvrant la période 1971-2000. En 2020, Météo-France publie une typologie des climats de la France métropolitaine dans laquelle la commune est exposée à un climat de montagne ou de marges de montagne et est dans la région climatique Centre et contreforts nord du Massif Central, caractérisée par un air sec en été et un bon ensoleillement.
Pour la période 1971-2000, la température annuelle moyenne est de 9,7 °C, avec une amplitude thermique annuelle de 16,9 °C. Le cumul annuel moyen de précipitations est de 1 003 mm, avec 12,5 jours de précipitations en janvier et 7,8 jours en juillet. Pour la période 1991-2020, la température moyenne annuelle observée sur la station météorologique de Météo-France la plus proche, « Matour_sapc », sur la commune de Matour à 10 km à vol d'oiseau, est de 11,0 °C et le cumul annuel moyen de précipitations est de 1 029,8 mm. 
La température maximale relevée sur cette station est de 39 °C, atteinte le 24 juillet 2019 ; la température minimale est de −16,4 °C, atteinte le 5 février 2012,,.
Les paramètres climatiques de la commune ont été estimés pour le milieu du siècle (2041-2070) selon différents scénarios d'émission de gaz à effet de serre à partir des nouvelles projections climatiques de référence DRIAS-2020. Ils sont consultables sur un site dédié publié par Météo-France en novembre 2022.

## Urbanisme

### Typologie
Au 1er janvier 2024, Saint-Racho est catégorisée commune rurale à habitat très dispersé, selon la nouvelle grille communale de densité à sept niveaux définie par l'Insee en 2022.
Elle est située hors unité urbaine et hors attraction des villes,.

### Occupation des sols
L'occupation des sols de la commune, telle qu'elle ressort de la base de données européenne d’occupation biophysique des sols Corine Land Cover (CLC), est marquée par l'importance des territoires agricoles (61,1 % en 2018), une proportion identique à celle de 1990 (61,1 %). La répartition détaillée en 2018 est la suivante : prairies (57,7 %), forêts (38,9 %), zones agricoles hétérogènes (3,4 %). L'évolution de l’occupation des sols de la commune et de ses infrastructures peut être observée sur les différentes représentations cartographiques du territoire : la carte de Cassini (XVIIIe siècle), la carte d'état-major (1820-1866) et les cartes ou photos aériennes de l'IGN pour la période actuelle (1950 à aujourd'hui).

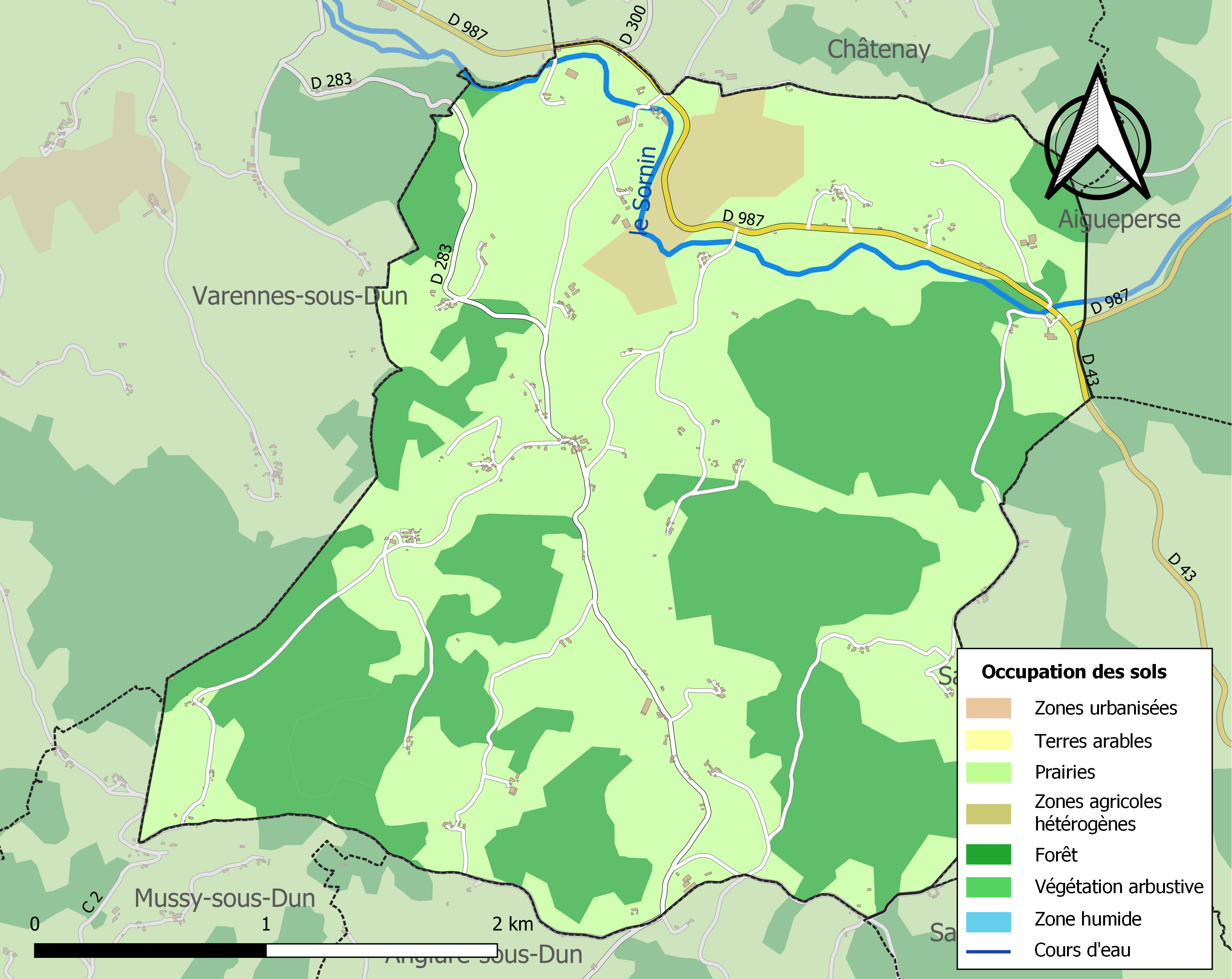
Carte des infrastructures et de l'occupation des sols de la commune en 2018 (CLC).

## Histoire
L'ancienne communauté était appelée Dun-le-Roi[réf. à confirmer]. Elle était bâtie autour de la citadelle de Dun, sur le mont Dun, avant que l’armée de Philippe Auguste ne détruise citadelle et village en 1181. Les ruines en sont encore visibles dans le bois.
Deux statues furent rapportées d'Italie au cours du XXe siècle par l'oncle de Phillibert de Rambuteau, celle d'un lion et celle d'un singe. Elles ont été mises en contrebas de la chapelle, au bord du chemin qui mène à la fontaine Saint-Jean. La seconde a été dérobée dans les années 1980.
1793 : Saint-Racho, dans le contexte révolutionnaire, change de nom et devient Dun-la-Montagne.

## Politique et administration

### Liste des maires

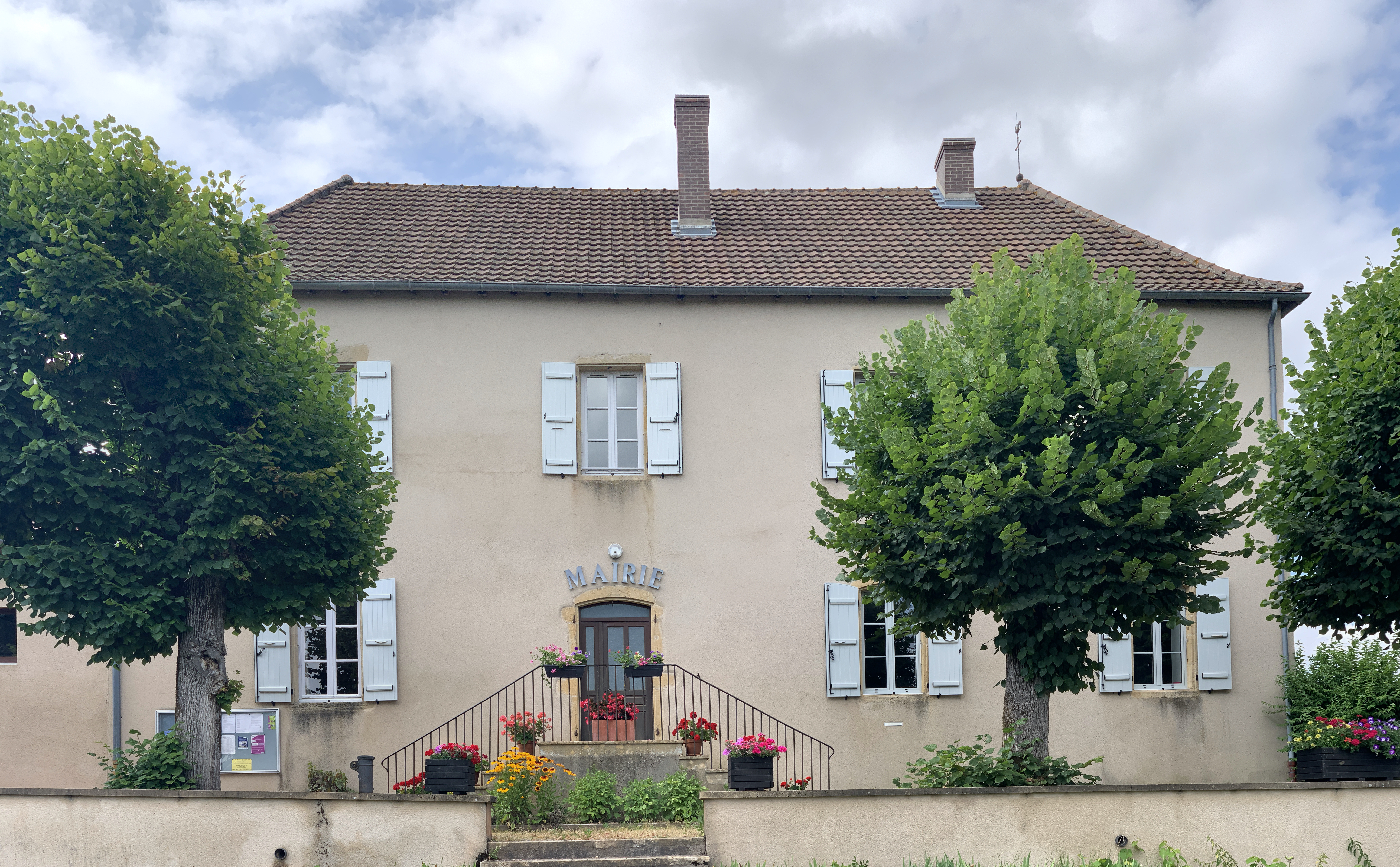
Mairie.

| Période   | Période       | Identité          | Étiquette | Qualité |
| --------- | ------------- | ----------------- | --------- | ------- |
| mars 1989 | mars 2008     | Henri Labrosse    |           |         |
| mars 2008 | juin 2020     | Michel Cinquin    |           |         |
| juin 2020 | décembre 2020 | Véronique Démaret |           |         |

## Population et société

### Démographie
L'évolution du nombre d'habitants est connue à travers les recensements de la population effectués dans la commune depuis 1793. Pour les communes de moins de 10 000 habitants, une enquête de recensement portant sur toute la population est réalisée tous les cinq ans, les populations de référence des années intermédiaires étant quant à elles estimées par interpolation ou extrapolation. Pour la commune, le premier recensement exhaustif entrant dans le cadre du nouveau dispositif a été réalisé en 2004.

En 2022, la commune comptait 150 habitants, en évolution de −17,58 % par rapport à 2016 (Saône-et-Loire : −1,06 %, France hors Mayotte : +2,11 %).
| 1793 | 1800 | 1806 | 1821 | 1831 | 1836  | 1841 | 1846 | 1851 |
| ---- | ---- | ---- | ---- | ---- | ----- | ---- | ---- | ---- |
| 780  | 795  | 863  | 839  | 929  | 1 000 | 957  | 950  | 930  |

| 1856 | 1861 | 1866 | 1872 | 1876 | 1881 | 1886 | 1891 | 1896 |
| ---- | ---- | ---- | ---- | ---- | ---- | ---- | ---- | ---- |
| 912  | 911  | 931  | 876  | 705  | 658  | 653  | 612  | 572  |

| 1901 | 1906 | 1911 | 1921 | 1926 | 1931 | 1936 | 1946 | 1954 |
| ---- | ---- | ---- | ---- | ---- | ---- | ---- | ---- | ---- |
| 569  | 534  | 520  | 411  | 368  | 357  | 340  | 326  | 288  |

| 1962 | 1968 | 1975 | 1982 | 1990 | 1999 | 2004 | 2006 | 2009 |
| ---- | ---- | ---- | ---- | ---- | ---- | ---- | ---- | ---- |
| 295  | 282  | 233  | 221  | 209  | 188  | 178  | 175  | 176  |

| 2014 | 2019 | 2022 | - | - | - | - | - | - |
| ---- | ---- | ---- | - | - | - | - | - | - |
| 179  | 150  | 150  | - | - | - | - | - | - |

## Culture locale et patrimoine

### Lieux et monuments
- Montagne de Dun avec sa chapelle dédiée à Notre Dame de Dun, ouverte l'été, site panoramique, arboretum, circuit pédestre. Désaffectée en 1705, frappée par la foudre en 1762, officiellement fermée au culte le 21 septembre 1791, elle fut reconstruite au XIXe siècle[20].
- Château de Chevannes, expositions d’art.
- Monument en mémoire de Jean-Claude Marin (né à Saint-Racho le 23 juillet 1872 et décédé à Suberbiéville le 17 septembre 1895 ) et des soldats du Brionnais morts à Madagascar en 1895[21]. Ce mémorial est unique. Il rend hommage aux soldats morts lors de l'expédition de Madagascar de 1895. Ce mémorial est inauguré le 24 octobre 2014 ; il est à l'initiative du Souvenir français et de la famille de Jean-Claude Marin. La commémoration de septembre 2019 donne à cette petite stèle un autre symbole : une histoire partagée entre Saint-Racho et Madagascar, scellant une amitié profonde et sincère entre les deux pays.

### Héraldique
| Blason de Saint-Racho | Blason  | Tiercé en pairle renversé : au 1er de gueules à la chapelle du lieu au naturel, au 2e d'or à trois sapins coupés de sinople, au 3e d'azur à un crosseron d'or accompagné en pointe d'une burelle ondée d'argent. |
| Blason de Saint-Racho | Détails | adopté en juin 2021. |